# Nogaus ambiguus
Nogaus ambiguus is een eenoogkreeftjessoort uit de familie van de Pandaridae. De wetenschappelijke naam van de soort is voor het eerst geldig gepubliceerd in 1908 door Scott T..